# Camponotus cordincola
Camponotus cordincola é uma espécie de inseto do gênero Camponotus, pertencente à família Formicidae.